# Saxifraga maireana
Saxifraga maireana är en stenbräckeväxtart som beskrevs av Luizet. Saxifraga maireana ingår i Bräckesläktet som ingår i familjen stenbräckeväxter. Inga underarter finns listade i Catalogue of Life.